# Ebert Trio Wien

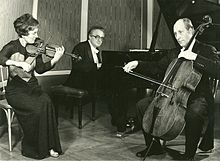
Ebert Trio, 1975

Das Ebert Trio Wien war ein klassisches Musiktrio aus Wien. Es debütierte am 21. März 1949 im Brahms-Saal des Wiener Musikvereins und war bis 1990 in Europa aktiv.

## Geschichte
Das Trio bestand aus den drei Geschwistern Friedrich Wolfgang Ebert am Cello (* 27. Juli 1924 in Kopenhagen; † 31. August 2013 in Wien), Käthe Lotte Ebert an der Violine   (* 13. Mai 1926 in Leiden; † 15. November 2013 in Wien) und Johannes Georg Ebert am Klavier (* 15. Juli 1928 in Berlin; † 1. September 2013 in Wien).
Der erste öffentliche Auftritt des Geschwistertrios fand am 23. Juli 1948 in Bad Aussee statt. Danach folgten 1.546 Konzertauftritte, fast die Hälfte davon in Deutschland, etwa ein Fünftel in Österreich und der Rest verteilt auf Italien und ein Dutzend anderer Länder, darunter Kanada und die USA. Weiteres wurden einige Radio- und Fernsehaufnahmen durch den ORF produziert und ausgestrahlt. 
1951 wurde das Ebert Trio mit dem „Preis der Kritik“ in Wien ausgezeichnet.
Seit dem Jänner 1952 spielen die Musiker etwa die Hälfte des Repertoires auswendig. Dieses umfasste zuletzt an die einhundert klassische und aktuelle Werke (u. a. von Alfred Uhl, Karl Schiske und Paul Kont).
Von 1957 bis 1960 spielte das Trio rund 100 Konzerte pro Jahr. Ab 1974 reduziert man die Anzahl der Auftritte drastisch, um sich pädagogischen Aufgaben zu widmen. So war Georg Ebert von 1972 bis 1996 als Professor an der Hochschule für Musik und darstellende Kunst in Wien sowie Wolfgang und Lotte Ebert als Lehrer am Konservatorium Wien tätig.
Am 15. Mai 1990 fand in der Akademie der bildenden Künste Wien das letzte Konzert statt.

## Auszeichnungen
- 1951: Preis der Kritik